# Pozycja Trendelenburga

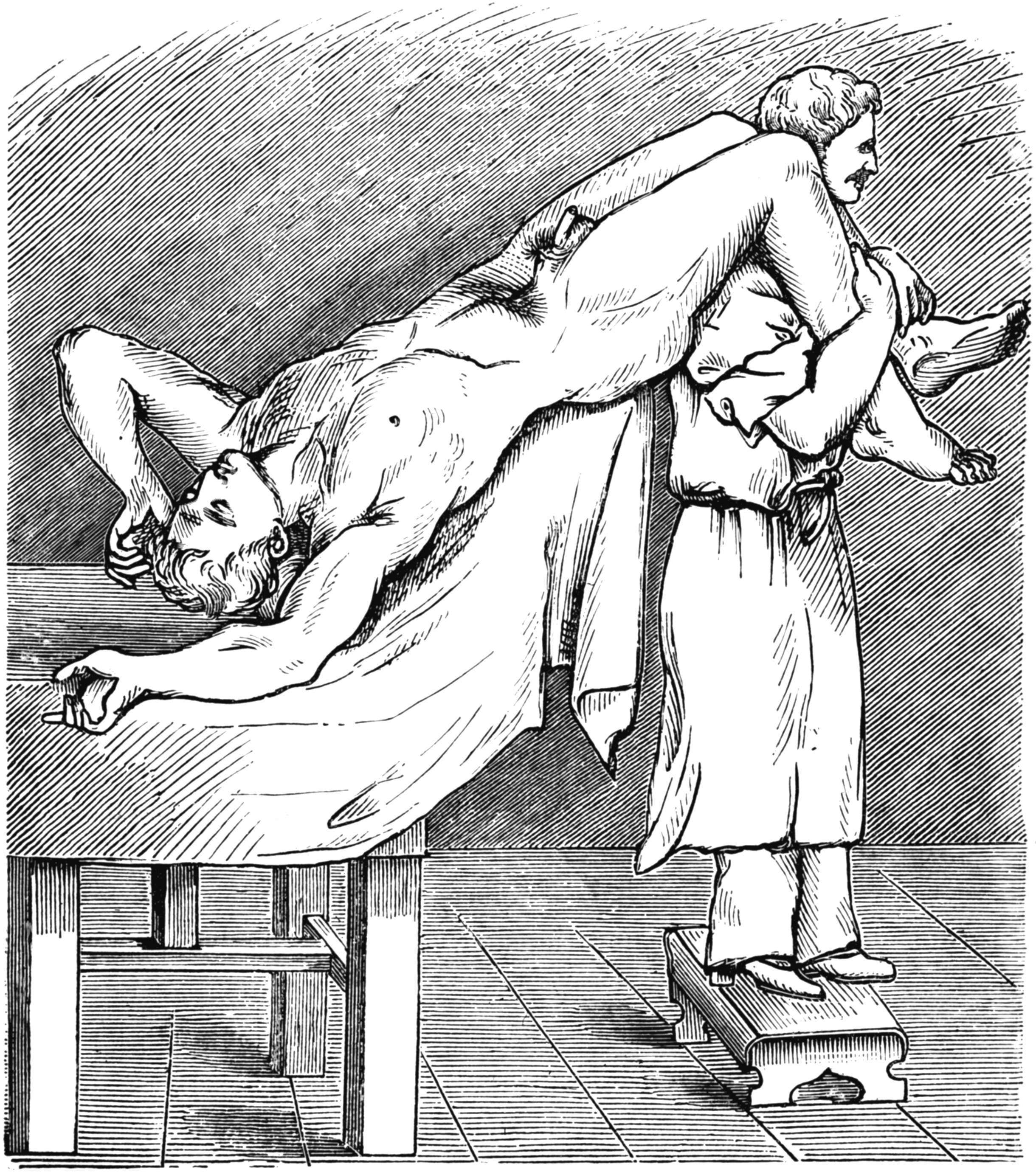
Historyczna ilustracja pozycji Tredelenburga (Archiv für Chirurgie, 1885)

Pozycja Trendelenburga – pozycja medyczna, w której pacjent leży na plecach a głowa, górna część klatki piersiowej i tułów znajdują się poniżej poziomu kończyn dolnych. Kiedyś uznawana za skuteczną pozycję centralizującą krążenie, używaną przy wstrząsie. Obecnie uznana za nieskuteczną w tym przypadku. Nazwa pozycji pochodzi od niemieckiego chirurga Friedricha Trendelenburga.
Tzw. "odwrotna pozycja Trendelenburga" to pozycja Fowlera.
Pozycja może być m.in. stosowana:
- przy wykonywaniu zdjęć RTG przełyku ze środkiem kontrastowym w diagnozowaniu przepuklin przełyku[8]
- w chirurgii[9]
- w stomatologii[10]
- w ginekologii i położnictwie[1]
- w medycynie ratunkowej[11] (wstrząs, utrata przytomności, utrata krwi[1])
- jako pozycja drenażowa pomagająca w usuwaniu wydzieliny z dróg oddechowych[12][1]